# Premi de Literatura de la Unió Europea
El Premi de Literatura de la Unió Europea és un premi literari de la Unió Europea establert en 2009. Els guanyadors obtenen 5.000 € i suport per a la promoció dels seus llibres. L'any 2020, Irene Solà fou la primera escriptora en llengua catalana a guanyar el premi.

## Guanyadors

### 2009
- Àustria: Paulus Hochgatterer, Die Suesse des Lebens
- Croàcia: Mila Pavićević, Djevojčica od leda i druge bajke
- França: Emmanuelle Pagano, Les Adolescents troglodytes
- Hongria: Szécsi Noémi, Kommunista Monte Cristo
- Irlanda: Karen Gillece, Longshore Drift
- Itàlia: Daniele Del Giudice, Orizzonte mobile
- Lituània: Laura Sintija Cerniauskaité, Kvėpavimas į marmurą
- Noruega: Carl Frode Tiller, Innsirkling
- Polònia: Jacek Dukaj, Lód
- Portugal: Dulce Maria Cardoso, Os Meus Sentimentos
- Eslovàquia: Pavol Rankov, Stalo sa prvého septembra
- Suècia: Helena Henschen, I skuggan av ett brott

### 2010
- Bèlgica: Peter Terrin, De Bewaker
- Xipre: Myrto Azina Chronides, To Peirama
- Dinamarca: Adda Djørup, Den mindste modstand
- Estònia: Tiit Aleksejev, Palveränd
- Finlàndia: Riku Korhonen, Lääkäriromaani
- Alemanya: Iris Hanika, Das Eigentliche
- Luxemburg: Jean Back, Amateur
- Romania: Răzvan Rădulescu, Teodosie cel Mic
- Eslovènia: Nataša Kramberger, Nebesa v robidah: roman v zgodbah
- Espanya: Raquel Martínez-Gómez, Sombras de unicornio
- Macedònia del Nord: Goce Smilevski, Сестрата на Зигмунд Фројд

### 2011
- Bulgària: Kalin Terziyski, Има ли кой да ви обича
- Txèquia: Tomáš Zmeškal, Milostný dopis klínovým písmem
- Grècia: Kostas Hatziantoniou, Agrigento
- Islàndia: Ófeigur Sigurðsson, Jon
- Letònia: Inga Zolude, Mierinājums Ādama kokam
- Liechtenstein: Iren Nigg, Man wortet sich die Orte selbst
- Malta: Immanuel Mifsud, Fl-Isem tal-Missier (tal-iben)
- Montenegro: Andrej Nikolaidis, Sin
- Països Baixos: Rodaan Al Galidi, De autist en de postduif
- Sèrbia: Jelena Lengold, Vašarski Mađioničar
- Turquia: Çiler İlhan, Sürgün
- Regne Unit: Adam Foulds, The Quickening Maze

### 2012
- Àustria: Anna Kim, Die gefrorene Zeit
- Croàcia: Lada Žigo, Rulet
- França: Laurence Plazenet, L'amour Seul
- Hongria: Viktor Horváth, Török Tükör
- Irlanda: Kevin Barry, City of Bohane
- Itàlia: Emanuele Trevi, Qualcosa di Scritto
- Lituània: Giedra Radvilavičiūtė, Šiąnakt aš miegosiu prie sienos
- Noruega: Gunstein Bakke, Maud og Aud: Ein Roman om Trafikk
- Polònia: Piotr Paziński, Pensjonat
- Portugal: Afonso Cruz, A Boneca de Kokoschka
- Eslovàquia: Jana Beňová, Cafe Hyena: Plán odprevádzania
- Suècia: Sara Mannheimer, Handlingen

### 2013
- Bèlgica: Isabelle Wéry, Marilyn Désossée
- Bòsnia i Hercegovina: Faruk Šehić, Knjiga o Uni
- Xipre: Emilios Solomou, Hμερολóγιο μιας απιστίας
- Dinamarca: Kristian Bang Foss, Døden kører audi
- Estònia: Meelis Friedenthal, Mesilased
- Finlàndia: Katri Lipson, Jäätelökauppias
- Alemanya: Marica Bodrožić, Kirschholz und alte Gefühle
- Luxemburg: Tullio Forgiarini, Amok – Eng Lëtzebuerger Liebeschronik
- Macedònia del Nord: Lidija Dimkovska, РЕЗЕРВЕН ЖИВОТ
- Romania: Ioana Pârvulescu, Viaţa începe vineri
- Eslovènia: Gabriela Babnik, Sušna doba
- Espanya: Cristian Crusat, Breve teoría del viaje y el desierto

### 2014
- Albània: Ben Blushi, Otello, Arapi i Vlorës
- Bulgària: Milen Ruskov, Възвишение
- Txèquia: Jan Němec, Dějiny světla
- Grècia: Makis Tsitas, Μάρτυς μου ο Θεός
- Islàndia: Oddný Eir, Jarðnæði
- Letònia: Jānis Joņevs, (Jelgava 94
- Liechtenstein: Armin Öhri, Die dunkle Muse: Historischer Kriminalroman
- Malta: Pierre J. Mejlak, Dak li l-Lejl Iħallik Tgħid
- Montenegro: Ognjen Spahić, Puna glava radosti (Head Full of Joy)
- Països Baixos: Marente de Moor, De Nederlandse maagd
- Sèrbia: Uglješa Šajtinac, Sasvim skromni darovi
- Turquia: Birgül Oğuz, Hah
- Regne Unit: Evie Wyld, All The Birds, Singing

### 2015
- Àustria: Carolina Schutti, Einmal muss ich über weiches Gras gelaufen sein
- Croàcia: Luka Bekavac, Viljevo
- França: Gaëlle Josse, Le dernier gardien d'Ellis Island
- Hongria: Edina Szvoren, Nincs, és ne is legyen
- Irlanda: Donal Ryan, The Spinning Heart
- Itàlia: Lorenzo Amurri, Apnea
- Lituània: Undinė Radzevičiūtė, Žuvys ir drakonai
- Noruega: Ida Hegazi Høyer, Unnskyld
- Polònia: Magdalena Parys, Magik
- Portugal: David Machado, Índice Médio de Felicidade
- Eslovàquia: Svetlana Zuchova, Obrazy zo života M.
- Suècia: Sara Stridsberg, Beckomberga - ode till min familj

### 2016
- Bèlgica: Christophe Van Gerrewey, Op de Hoogte
- Bòsnia i Hercegovina: Tanja Stupar-Trifunović
- Xipre: Antonis Georgiou, Ένα Άλπουμ Ιστορίες
- Dinamarca: Bjørn Rasmussen, Huden er det elastiske hylster der omgiver hele legemet
- Estònia: Paavo Matsin, Gogoli disko
- Finlàndia: Selja Ahava, Taivaalta tippuvat asiat
- Alemanya: Benedict Wells, Vom Ende der Einsamkeit
- Luxemburg: Gast Groeber, All Dag verstoppt en aneren
- Romania: Claudiu M. Florian, Vârstele jocului. Strada Cetăţii.
- Eslovènia: Jasmin B. Frelih, Na/pol
- Espanya: Jesús Carrasco, La tierra que pisamos
- Macedònia del Nord: Nenad Joldeski, Секој со своето езеро

### 2017
- Albània: Rudi Erebara, Epika e yjeve të mëngjesit
- Bulgària: Ina Vultchanova, Остров Крах
- Txèquia: Bianca Bellová, Jezero
- Grècia: Kallia Papadaki, Δενδρίτες
- Islàndia: Halldóra K. Thoroddsen, Tvöfalt gler
- Letònia: Osvalds Zebris, Gaiļu kalna ēnā
- Malta: Walid Nabhan, L-Eżodu taċ-Ċikonji
- Montenegro: Aleksandar Bečanović, Arcueil
- Països Baixos: Jamal Ouariachi, Een Honger
- Sèrbia: Darko Tuševljaković, Jaz
- Turquia: Sine Ergün, Baştankara
- Regne Unit: Sunjeev Sahota, The Year of the Runaways

### 2019
- Àustria: Laura Freudenthaler, Geistergeschichte
- Finlàndia: Piia Leino, Taivas
- França: Sophie Daull, Au grand lavoir
- Hongria: Réka Mán-Várhegyi, Mágneshegy
- Geòrgia: Beqa Adamashvili, პროლოგი
- Grècia: Nikos Chryssos, Καινούργια μέρα
- Irlanda: Jan Carson, The Firestarters
- Itàlia: Giovanni Dozzini, E Baboucar guidava la fila
- Lituània: Daina Opolskaite, DIENŲ PIRAMIDĖS
- Polònia: Marta Dzido, Frajda
- Romania: Tatiana Țîbuleac, Grădina de sticlă
- Eslovàquia: Ivana Dobrakovová, Matky a kamionisti
- Ucraïna: Halya Shyyan, ЗА СПИНОЮ
- Regne Unit: Melissa Harrison, All Among the Barley

### 2020
- Bèlgica: Nathalie Skowronek, La carte des regrets
- Bòsnia i Hercegovina: Lana Bastašić, Uhvati zeca (trad. al català: Atrapa la llebre)[4]
- Catalunya: Irene Solà, Canto jo i la muntanya balla
- Croàcia: Maša Kolanović, Poštovani kukci i druge jezive priče
- Xipre: Σταύρος Χριστοδούλου (Stavros Christodoulou), Τη μέρα που πάγωσε ο ποταμός
- Dinamarca: Asta Olivia Nordenhof, 'Penge på lommen'
- Estònia: Mudlum (Made Luiga), Poola poisid
- Alemanya: Matthias Nawrat, Der traurige Gast
- Kosovo: Shpëtim Selmani, Libërthi i dashurisë
- Luxemburg: Francis Kirps, Die Mutationen
- Montenegro: Stefan Bošković, Ministar
- Macedònia del Nord: Петар Андоновски (Petar Andonovski), Страв од варвари
- Noruega: Maria Navarro Skaranger, Bok om sorg

### 2021
Aquesta és la llista de guanyadors del 2021.
- Albània: Tom Kuka, Flama
- Armènia: Aram Pachyan (Արամ Պաչյան), P/F
- Bulgària: Georgi Bardarov (Георги Бърдаров), Absolvo te
- Eslovènia: Anja Mugerli, Čebelja družina
- Islàndia: Sigrún Pálsdóttir, Delluferðin
- Letònia: Laura Vinogradova, Upe
- Malta: Lara Calleja, Kissirtu kullimkien
- Països Baixos: Gerda Blees, Wij zijn licht
- Portugal: Frederico Pedreira, A Lição do Sonâmbulo
- Sèrbia: Dejan Tiago Stanković, Zamalek
- Suècia: Maxim Grigoriev, Europa
- Tunísia: Amine Al Ghozzi (أمين الغزي), زندالي ليلة 14 جانفي 2011
- Txèquia: Lucie Faulerová, Smrtholka

### 2022
En l'edició del 2022, l'organització del guardó va ser modificada de tal manera que d'aleshores en endavant es premiaria un sol autor i, a més, es farien cinc mencions especials.
Guanyador
- Geòrgia: Iva Pezuashvili (ივა ფეზუაშვილი), ბუნკერი (bunk’eri)

Mencions especials
- Bèlgica: Gaea Schoeters, Trofee
- Bòsnia i Hercegovina: Slađana Nina Perković, U jarku
- Irlanda: Tadhg Mac Dhonnagáin, Madame Lazare
- Espanya: Jacobo Bergareche, Los días perfectos
- Ucraïna: Yevhenia Kuznietsova (Євгенія Кузнєцова), Спитайте Мієчку (Spytajte Miječku)

### 2023
Aquesta és la llista de guardonats del 2023:
Guanyadora
- Croàcia: Martina Vidaić, Stjenice

Mencions especials
- Xipre: Hari N. Spanou (Χάρη Ν. Σπανού), Φυλάκιο (Fylákio)
- Estònia: Tõnis Tootsen, Ahvide pasteet. Ühe ahvi mälestusi ja mõtteid
- Finlàndia: Iida Rauma, Hävitys
- França: Maud Simonnot, L’heure des oiseaux
- Kosovo: Ag Apolloni, Kësulëkuqja, përrallë për të rritur

### 2024
Aquesta és la llista de guardonats del 2024:
Guanyador
- Dinamarca: Theis Ørntoft, Jordisk

Mencions especials
- Alemanya: Deniz Utlu, Vaters Meer
- Islàndia: María Elísabet Bragadóttir, Sápufuglinn
- Països Baixos: Sholeh Rezazadeh, Ik ken een berg die op me wacht
- Eslovènia: Tina Vrščaj, Na klancu
- Bulgària: Todor P. Todorov (Тодор П. Тодоров), Хагабула (Hagabula)